# Hồ Malawi
Hồ Malawi (cũng gọi là Hồ Nyasa hoặc Hồ Nyassa, Hồ Niassa, hay Lago Niassa ở Mozambique), là một trong các hồ Lớn châu Phi. Hồ này nằm ở vùng cực nam của hệ Thung lũng tách giãn Lớn ở Đông Phi. Đây là hồ lớn thứ ba ở châu Phi và là hồ lớn thứ 8 trên thế giới và cũng là hồ sâu thứ nhì châu Phi. Nó nằm giữa các nước Malawi, Mozambique và Tanzania. Vùng nước nhiệt đới của hồ lớn này được cho là nơi sinh sống của nhiều loài cá hơn bất cứ vùng nước ngọt nào trên thế giới, trong đó có trên 1.000 loài cá hoàng đế.
Hồ Malawi đã được chính phủ Mozambique chính thức công bố là khu bảo tồn vào ngày 10.6.2011 trong một nỗ lực nhằm bảo vệ một trong các hồ nước ngọt lớn nhất và đa dạng sinh quyển trên thế giới

## Địa lý

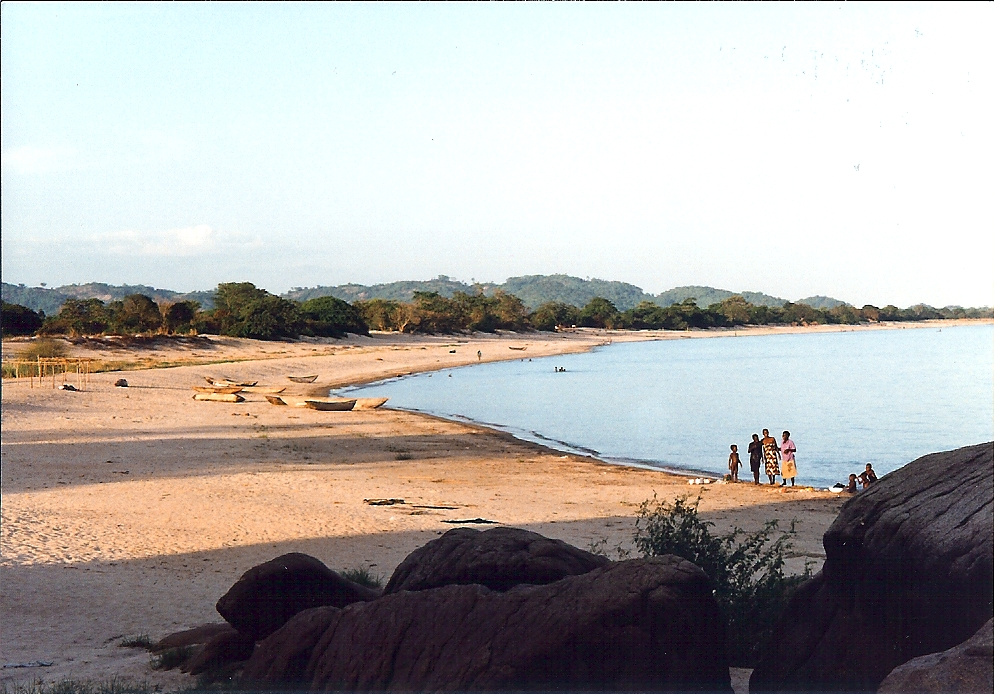

Hồ Malawi (hoặc hồ Nyaza) có chiều dài từ 560 tới 580 kilômét, nơi rộng nhất là khoảng 75 km. Diện tích tổng cộng của hồ là khoảng 29.600 kilômét vuông (11.429 dặm vuông). Các đường bờ hồ nằm ở miền tây Mozambique, miền đông Malawi và miền nam Tanzania. Sông lớn nhất chảy vào hồ này là sông Ruhuhu. Hồ nước ngọt lớn này có một lối thoát ở cuối phía nam là sông Shire, một chi lưu chảy vào sông Zambezi rất lớn ở Mozambique.
Hồ Malawi nằm ở Thung lũng tách giãn Lớn được tạo thành do việc mở Đới tách giãn Đông Phi, nơi mà mảng kiến tạo châu Phi được chia thành 2 phần. Đây được gọi là ranh giới mảng kiến tạo khác nhau. Sự hình thành Hồ Malawi (hoặc Nyaza) được ước tính rất khác nhau, từ khoảng 40.000 năm. hoặc khoảng 1 tới 2 triệu năm trước.
Hồ Malawi (hay Nyaza) nằm ở phía đông nam, cách Hồ Tanganyika, một hồ lớn khác của Thung lũng tách giãn Lớn khoảng 350 km.

## Phát hiện của người châu Âu và thuộc địa hóa
Thương gia"Candido José da Costa Cardosa"người Bồ Đào Nha là người châu Âu đầu tiên tới hồ này năm 1846. David Livingstone tới hồ này năm 1859, và đặt tên là"Hồ Nyasa". Phần lớn vùng châu Phi bao quanh hồ này ngay sau đó đã bị Đế quốc Anh nhận là đất thuộc quyền cai trị của mình và nhập vào xứ thuộc địa Nyasaland. Mặc dù chính quyền thuộc địa Bồ Đào Nha nắm quyền kiểm soát bờ phía đông của hồ này và đảo Likoma được Hội truyền giáo châu Phi của các Đại học Anh (Universities' Mission to Central Africa) dùng làm trạm truyền giáo, nhưng cuối cùng đảo Likoma cùng đảo nhỏ Chizumulu gần bên bị sáp nhập vào thuộc địa Nyasaland chứ không nhập vào Mozambique. Ngày nay, các đảo nhỏ này tạo thành các phần đất trên hồ: đất Malawi bao quanh bởi vùng nước Mozambique (=đảo thuộc Malawi, hồ thuộc Mazambique).
Ngày 16.8.1914, Hồ Malawi (hay Nyaza) là nơi diễn ra trận thủy chiến ngắn khi pháo hạm Guendolen của Anh – do thuyền trưởng Rhoades chỉ huy – nghe tin Chiến tranh thế giới thứ nhất đã nổ ra, và ông nhận được lệnh từ viên chỉ huy cao cấp của Đế quốc Anh là"đánh đắm, đốt cháy, hoặc phá hủy"pháo hạm độc nhất của đế quốc Đức trên hồ này, tàu Hermann von Wissmann, do thuyền trưởng Berndt chỉ huy. Thủy thủ đoàn của Rhoades đã xác định vị trí của tàu Hermann von Wissmann trong một vịnh gần"Sphinxhaven", thuộc vùng nước lãnh thổ châu Phi thuộc Đức. Tàu Guendolen đã loại tàu của Đức khỏi vòng chiến bằng một phát súng đại bác bắn từ khoảng cách 2.000 thước Anh (1.800 m). Cuộc xung đột pháo hạm ngắn ngủi đã được tờ báo The Times ở Anh hoan nghênh như chiến thắng hải quân đầu tiên của đế quốc Anh trong Chiến tranh thế giới thứ nhất. Cho tới thời điểm đó, phần bờ hồ mà ngày nay thuộc Tanzania, là một phần thuộc địa Đông Phi của Đức.

## Các ranh giới hồ

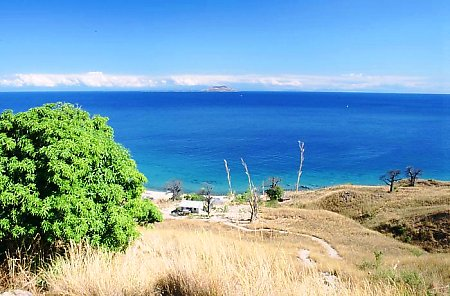
Cảnh hồ nhìn từ đảo Likoma

Phần lớn nhất của diện tích hồ Malawi (hay Nyaza) thuộc về Malawi; trong khi khoảng ¼ diện tích thuộc về Mozambique. Phần diện tích này gồm cả phần nước bao quanh các đảo nhỏ Likoma và Chizumulu của Malawi, là 2 đảo duy nhất trên hồ có người cư ngụ. Đảo nhỏ Likoma có một nhà thờ chính tòa Anh giáo lớn bằng đá và gạch nổi bật do các nhà truyền giáo xây từ đầu thế kỷ 20. Một đặc điểm đáng chú ý của cả hai đảo nhỏ này là số lượng cây bao báp đáng kể. Có nhiều nghìn cư dân trên các đảo nhỏ này. Họ làm nghề đánh bắt cá và trồng trọt các cây như sắn, chuối và xoài.

### Hồ Nyasa hay Hồ Malawi
Tên địa lý của chính hồ này còn bị tranh cãi. Malawi đòi đặt tên là"Hồ Malawi", trong khi phần lớn các nước khác (nhất là Tanzania) và các bản đồ quốc tế gọi tên hồ là"Hồ Nyasa". Nguồn gốc việc tranh cãi về tên hồ là các tranh cãi địa chính trị bắt đầu từ trước khi Malawi trở thành nước độc lập năm 1964, khi đó lãnh thổ được gọi là"Nyasaland".
Các rắc rối tiếp tục xảy ra vì nhiều nguyên nhân chính trị khác nhau trong thập niên 1960, khi tổng thống Hastings Banda của Malawi là nhà lãnh đạo châu Phi duy nhất thiết lập quan hệ ngoại giao với Nam Phi do người da trắng cai trị. Việc công nhận chế độ cai trị Nam Phi thời đó bị hầu hết các nhà lãnh đạo châu Phi bác bỏ dữ dội, trong đó có tổng thống Julius Nyerere của Tanzania. Sự trái ngược trong các chính sách đối với Nam Phi này đã dẫn tới các tranh cãi nhiều hơn giữa Malawi và Tanzania, nhất là liên quan tới tên của hồ cũng như vùng nước ranh giới giữa 2 nước.
Cũng chính hồ này còn có tên là"Lac Maravi"(hồ Maravi) đã được sử dụng trên bản đồ"Afrique sud"(Nam châu Phi) của J. B. B. d'Anville, được xuất bản ở Pháp năm 1749.
Tên hồ do David Livingstone đặt căn cứ trên sự hiểu lầm của đồng nghiệp của ông về ngôn ngữ châu Phi của khu vực này. Khi Livingstone hỏi các thành viên trong ban cộng sự - những người xuất xứ từ khu vực quanh hồ - về tên hồ, họ đã nói chữ "nyasa", mà không hiểu rõ rằng đó là một từ địa phương chỉ bất cứ vùng nước lớn nào (chẳng hạn một hồ). Trên thực tế,"hồ Nyasa"theo nghĩa đen là"hồ Hồ". Tên này cũng có thể đánh vần là"niassa","nyanja", hoặc"nyanza", căn cứ trên các ngôn ngữ khác trong vùng.
Hiện nay việc tranh cãi giữa 2 chính phủ về tên hồ tạm thời im ắng. Quan hệ ngoại giao giữa Malawi và Tanzania, cùng các quan hệ khác giữa đôi bên phần lớn là thân tình.

### Tranh chấp Tanzania–Malawi
Việc phân chia diện tích hồ Nyasa giữa Malawi và Tanzania còn đang tranh cãi. Tanzania đòi rằng ranh giới quốc tế chạy qua giữa hồ. Điều này là dọc theo đường ranh giới đã được thiết lập giữa các vùng lãnh thổ của Đức và Anh trước năm 1914. Về phần mình, Malawi tuyên bố toàn bộ diện tích của hồ này không phải là ở Mozambique, kể cả vùng nước bên cạnh đường bờ hồ của Tanzania. Các cơ sở của vụ tranh chấp này được đặt ra khi chính quyền thuộc địa Anh thời đó đã chiếm đượcTanganyika từ chính quyền thuộc địa Đức, và đã đặt tất cả vùng nước hồ thuộc thẩm quyền của lãnh thổ Nyasaland, mà không có một sự quản lý riêng biệt cho phần diện tích của Tanganyika. Tranh chấp này đã dẫn đến các xung đột trong quá khứ; tuy nhiên trong những năm gần đây, Malawi đã từ bỏ nỗ lực để gia tăng bất kỳ đòi hỏi nào về phần hồ tranh chấp.
Xung đột thỉnh thoảng bùng lên trong thập niên 1990, và đôi khi cả trong thế kỷ 21, đã tác động đến quyền đánh bắt cá, đặc biệt là những ngư dân Tanzania cư ngụ trên bờ hồ, đôi khi họ bị cáo buộc là đánh bắt cá ở vùng hồ thuộc Malawi.

### Hồ các vì Sao
Hồ các vì Sao là biệt danh của hồ Malawi do David Livingstone đặt ra. Tên này là do ánh sáng từ các đèn lồng của các ngư dân Malawi trên thuyền của họ, mà nhìn xa giống như các ngôi sao trên bầu trời.
Hồ cũng có tên là"Hồ bão tố", vì gió bão cực kỳ dữ dội không dự đoán được quét qua vùng này.

## Việc vận chuyển trên hồ

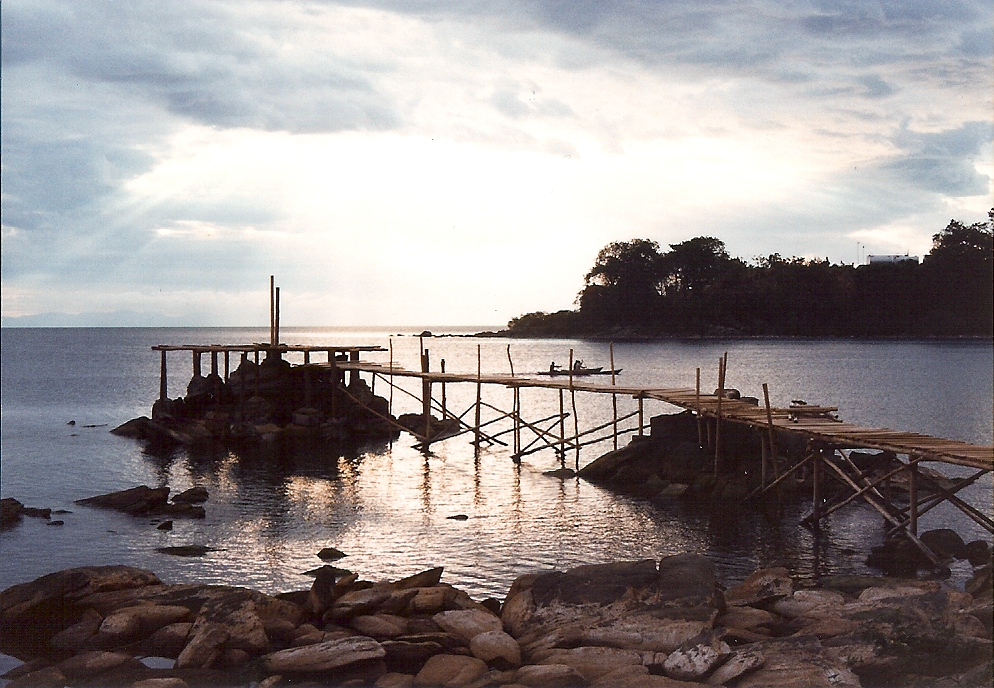
Một cầu tàu nhô ra hồ ở Vịnh Nkhata

Việc vận chuyển trên phạm vi rộng giữa các làng trên bờ hồ Malawi (hay Nyaza), và giữa bờ hồ với các đảo nhỏ có người cư ngụ được thực hiển bởi các tàu chạy bằng hơi nước hoặc tàu chạy bằng động cơ trên mặt hồ, hoặc bằng máy bay.
Tàu Chauncy Maples bắt đầu đảm nhận việc chuyên chở trên hồ từ năm 1901 dưới tên SS Chauncy Maples: một bệnh xá nổi và nhà thờ cho Hội truyền giáo Trung Phi của các đại học Anh. Sau đó nó được dùng làm tàu phà, và gần đây nó nằm ở vịnh Monkey chờ được tu bổ.
Tàu Mpasa đưa vào hoạt động từ năm 1935.
Tàu phà Ilala hoạt động từ năm 1951 trên tuyến đường từ Vịnh Monkey ở cuối hồ phía nam tới Karonga ở đầu hồ phía bắc, và đôi khi tới vùng Iringa của Tanzania. Trong những năm gần đây nó thường không sử dụng được.
Tàu phà Mtendere phục vụ từ năm 1980. Năm 1982 nó đã chở được 100.000 hành khách mỗi năm. Nó thường hoạt động ở phần phía nam hồ, nhưng khi tàu phà Ilala không hoạt động được thì nó chạy tuyến đường tới Karonga.
Tàu phà Songea của Tanzania được đóng năm 1988. Chủ của nó là Phân ban hàng hải của Công ty đường sắt Tanzania cho tới năm 1997, sau đó công ty trở thành Công ty trách nhiệm hữu hạn Dịch vụ hàng hải. Hàng tuần Songea chạy tuyến đường giữa Liuli và thành phố Nkhata Bay ngang qua Itungi và Mbamba Bay.
Việc đi tàu khoảng 2 lần một tuần từ Nkhata Bay ở bờ hồ tới các đảo nhỏ Likoma và Chizumulu, phải mất nhiều giờ. Cả hai đảo nhỏ đều không có cảng có thể sử dụng được, nên các tàu lớn phải thả neo ngoài xa rồi chở hành khách và hàng hóa vào đảo bằng tàu thuyền nhỏ.

## Động vật hoang dã

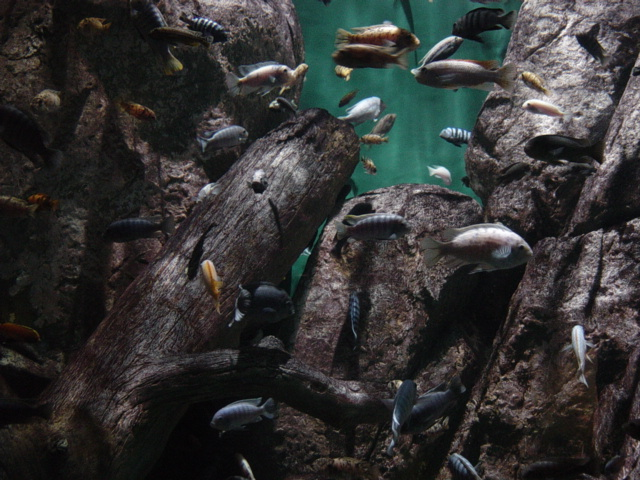
Một bể kính nuôi cá với các loài cá từ hồ Malawi (Vườn bách thú Lincoln, Chicago)

Hàng thiên niên kỷ Hồ Malawi (hay Nyasa) đã cung cấp nguồn thực phẩm chính cho cư dân trên các bờ hồ vì hồ có rất nhiều cá chẳng hạn như chambo, gồm bất kỳ một trong bốn loài của các chi họ Cá hoàng đế"Nyasalapia", và kampango, một loại cá da trơn lớn (Bagrus meridionalis). Một số cá được đánh bắt và xuất khẩu từ Malawi, nhưng tổng đàn cá hoang của hồ ngày càng bị đe dọa bởi đánh bắt quá mức và việc ô nhiễm nước.
Loài chó hoang châu Phi được cho rằng đã tuyệt chủng ở Malawi, tuy nhiên nghiên cứu gần đây ở Vườn quốc gia Kasungu gần biên giới phía tây của Malawi đã tìm thấy một đàn 17 con. Nhà nghiên cứu Duncan Yearly đã bắt đầu một dự án được gọi là Bảo tồn động vật ăn thịt ở Malawi và đang cố gắng để nâng cao nhận thức và tìm kinh phí để tiếp tục bảo vệ các loài động vật có vú có nguy cơ tuyệt chủng ở Malawi này. Người ta tin rằng những con chó này theo mùa di chuyển qua biên giới từ Malawi vào Zambia để săn ở Nam thung lũng Luangwa nhưng dường như chúng rất thành công ở Malawi với bầy đàn gồm bảy con trưởng thành và 10 con nhỏ. Các động vật hoang dã khác tìm thấy bên trong và chung quanh hồ Malawi gồm cá sấu, hà mã, khỉ, và một quần thể đại bàng bắt cá chúng ăn hết nhiều cá trong hồ.

### Cá hoàng đế

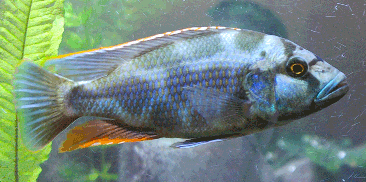
Hồ Malawi là nơi sinh sống của nhiều loài cá hoàng đế, trong đó có cá hoàng đế Livingston (Nimbochromis livingstonii).

Hồ Malawi nổi tiếng là nơi nhiều loài cá hoàng đế. Hàng trăm loài đặc hữu được tìm thấy trong hồ, nhiều loài trong số đó đã được các chủ nuôi cá trong bể kính ưa thích do màu sắc rực rỡ của chúng. Tái tạo một sinh cảnh hồ Malawi để nuôi các cá hoàng đế trong bể kính là việc làm trong lúc rảnh rỗi được nhiều người yêu thích. Các cá hoàng đế của hồ này được chia cách không chặt chẽ thành 2 nhóm căn bản: nhóm haplochromines và tilapiines. Trong nhóm đầu tiên, Haplochrominae, có 2 phân nhóm. Phân nhóm đầu gồm những cá hoàng đế sống ngoài khơi và trong cát mà những con trống phô ra màu sắc rực rỡ còn những con cái khoe màu sắc bạc đôi khi có các sọc đen không bình thường hoặc các dấu khác. Phân nhóm thứ hai được dân địa phương gọi cách bình dân là mbuna, nghĩa là những"con sống ở đá". Phân nhóm Mbuna có khuynh hướng trở nên nhỏ hơn, và thường cả cá đực và cá cái đều có màu sắc rực rỡ, những con đực có nhiều đốm vàng hình trứng ở vây hậu môn của chúng. Tất cả nhóm haplochromines ở hồ Malawi đều là mouthbrooders (cá ấp trứng ở trong miệng).
Phân nhóm thứ hai, tilapiines, chỉ gồm các loài Tilapia rendalli, thêm vào 4 loài chambo (Nyasalapia) ấp trứng trong miệng.

### Ốc
Hồ này cũng có quần thể ốc, một số loài có mang bệnh sán màng (bilharzia). Một cuộc khảo sát ở Monkey Bay vào năm 1964, tìm thấy hai loài đặc hữu của ốc của chi"Bulinus"trong hồ, cùng chi"B.globosus"và"B. forskalli"trong các đầm phá (lagoon) cách biệt với hồ. Các loài chót được biết đến là sinh vật chủ trung gian của bệnh sán màng, và ấu trùng của ký sinh trùng được phát hiện trong nước hồ có chứa chúng, nhưng trong các thí nghiệm C. Wright của Viện bảo tàng lịch sử tự nhiên Anh đã không thể truyền nhiễm hai loài đặc hữu của hồ với các ký sinh trùng. Các công nhân tại hiện trường, những người đã làm nhiều giờ trên và trong hồ, cũng không tìm thấy B. globosus hoặc B. forskalli ở trong hồ.
Một số loài cá trong hồ chuyên săn bắt ốc, và các ốc trong hồ cũng tỏ ra biết thay đổi tập tính để tự bảo vệ. Sinh vật chủ trung gian B. globosus của bệnh sán màng, bò trên lá của các cây sống dưới nước và như vậy chúng dễ bị cá ăn. Trong đầu thập niên 1960, các cá ăn ốc vẫn còn dồi dào, và bệnh sán màng không phải là một vấn đề khó khăn cho những người tắm trong hồ, nhưng họ có thể nhiễm chúng nếu họ lội trong các dòng suối, ao, hay đầm lầy gần hồ. Các ấu trùng gây nhiễm khuẩn có thể đã được đưa vào hồ trong mùa nước lũ, mặc dù chúng sống sót chỉ trong vài ngày. Gần đây hơn đã có các báo cáo về bệnh này bị nhiễm ở trong hồ. Sự gia tăng rõ ràng nguy cơ có thể do việc đánh bắt nhiều cá trên các bãi bờ hồ trong vòng 40 năm qua và do việc suy giảm các quần thể cá ăn ốc.
Ngoài các sinh vật chủ trung gian tiềm tàng của bệnh sán màng, một số loài ốc khác và nghêu là đặc hữu của hồ. Những chiếc vỏ rỗng của ốc"Lanistes"lớn được sử dụng như là nơi trú ẩn để ấp của cá mbuna chẳng hạn như như"Pseudotropheus livingstonei",trong khi cá da trơn nhỏ, phát triển ít hơn 30 mm chiều dài, sử dụng các vỏ rỗng nhỏ hơn làm nơi ấp.

## Hóa chất trong nước

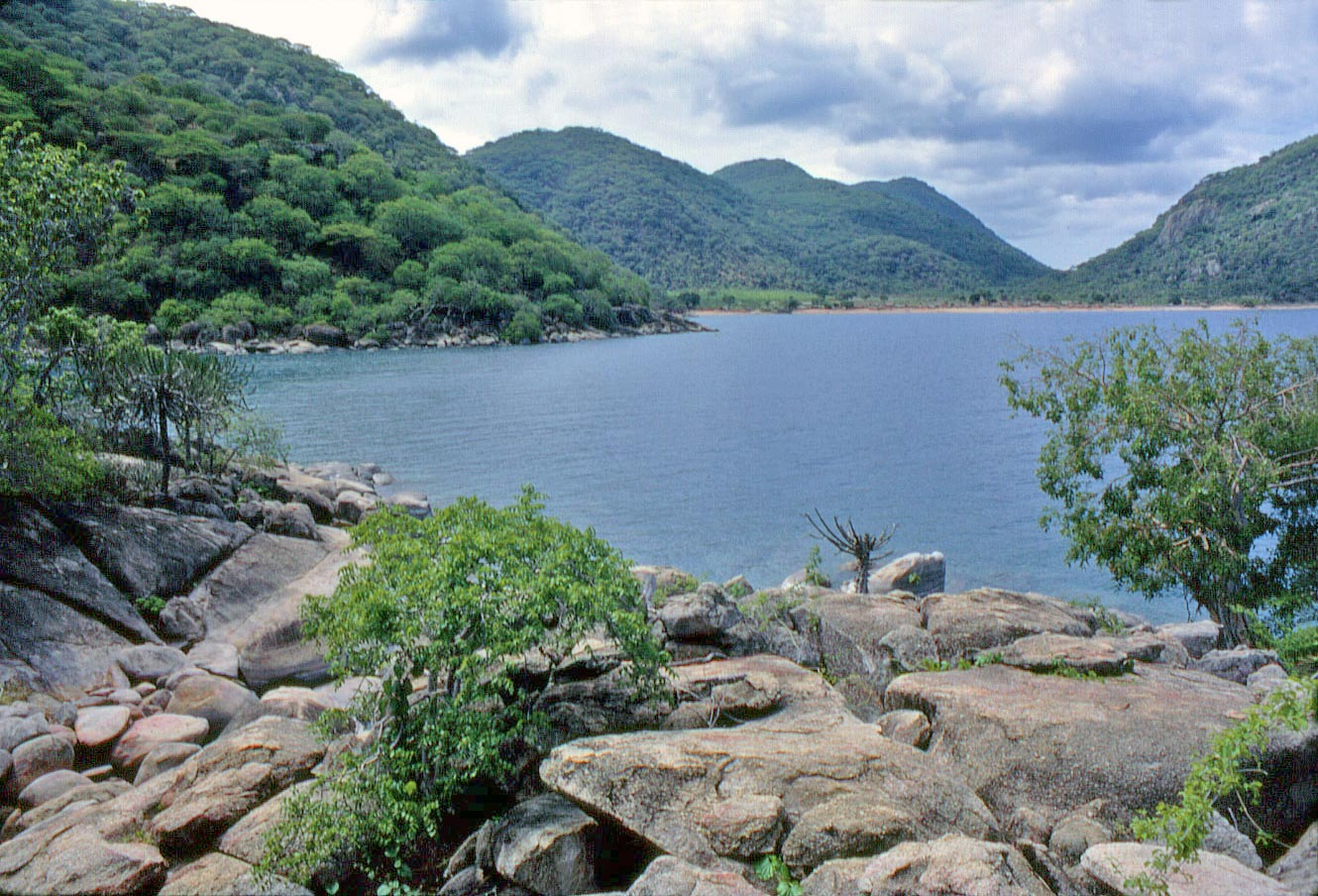
Hồ Malawi (1967)

Nước trong hồ Malawi (hay hồ Nyasa) là"hơi"kiềm với độ pH từ 7,7 đến 8,6, một carbonate hardness từ 107 tới 142 mg L−1, và một suất dẫn từ 210 tới 285 µS cm−1. Với vĩ độ nhiệt đới,nước của hồ này nói chung là ấm, nhiệt độ bề mặt khoảng 24-29 độ C (75-84 độ F), nhiệt độ nước sâu khoảng 22 °C (72 °F), quanh năm.

## Giải trí trên hồ
Hồ Malawi là một trong các nơi chủ yếu ở Malawi hấp dẫn du khách quốc tế và địa phương vì có các bãi bờ hồ cùng các đảo trong hồ. Người Malawi tới hồ trong dịp nghỉ lễ Chúa giáng sinh cùng các ngày lễ nghỉ khác để vui chơi giải trí. Các du khách quốc tế tới Malawi cũng tới hồ để vui chơi giải trí. Một số resort tốt nhất của Malawi nằm bên hồ này. Các resort cung cấp nhiều hoạt động vui chơi giải trí như bơi lặn với ống thông hơi, lặn dưới nước, đi thuyền, lướt ván nước, cắm trại, thăm các đảo dọc theo hồ, chơi bóng chuyền trên bãi hồ cùng các hoạt động dưới nước khác.